# Apolinary Jagodziński
Apolinary Jagodziński (ur. 5 sierpnia 1889, zm. 21 sierpnia 1982 w Łodzi) – pułkownik żandarmerii Wojska Polskiego.

## Życiorys
Z dniem 3 stycznia 1919 roku został przydzielony do Żandarmerii Polowej, a z dniem 6 lutego 1919 roku formalnie przyjęty do Wojska Polskiego, w grupie oficerów byłych Korpusów Wschodnich i byłej armii rosyjskiej, z warunkowym zatwierdzeniem posiadanego stopnia porucznika. 
1 czerwca 1921 roku, w stopniu rotmistrza, pełnił służbę w Dowództwie Żandarmerii Wojskowej w Warszawie, a jego oddziałem macierzystym był Dywizjon Żandarmerii Wojskowej Nr I. 3 maja 1922 roku został zweryfikowany w stopniu majora ze starszeństwem z dniem 1 czerwca 1919 roku i 14. lokatą w korpusie oficerów żandarmerii. Następnie pełnił służbę w Wydziale 2 Żandarmerii Departamentu I Piechoty Ministerstwa Spraw Wojskowych na stanowisku kierownika referatu, pozostając oficerem nadetatowym 1 Dywizjonu Żandarmerii. Z dniem 1 września 1924 roku został przeniesiony do 1 dywizjonu żandarmerii w Warszawie na stanowisko zastępcy dowódcy dywizjonu.
17 marca 1927 roku otrzymał przeniesienie do Korpusu Ochrony Pogranicza na stanowisko dowódcy dywizjonu żandarmerii KOP w Warszawie. Dywizjonem dowodził przez kolejnych dwanaście lat. 23 stycznia 1928 roku awansował na podpułkownika ze starszeństwem z dniem 1 stycznia 1928 roku i 1. lokatą w korpusie oficerów żandarmerii, a na pułkownika ze starszeństwem z 19 marca 1939 roku.
W czasie kampanii wrześniowej (17–20 IX) kierował ewakuacją rodzin oficerów i urzędników cywilnych Dowództwa KOP z Dawidgródka do Pińska, a następnie pełnił funkcję komendanta Kwatery Głównej Grupy KOP gen. Orlik-Rückemanna. Został pojmany przez Niemców w dniu 7 listopada 1939 roku w Warszawie. Przebywał w oflagach: IV C Colditz, II A Prenzlau, II E Neubrandenburg, II D Gross-Born. W dniu 13 marca 1945 roku zarejestrował się w PCK jako powracający z niewoli. Od 1951 do 1982 roku mieszkał w Łodzi, początkowo przy ulicy Żeromskiego, a później przy Gdańskiej. Zmarł 21 sierpnia 1982 roku. 

## Ordery i odznaczenia
- Krzyż Kawalerski Orderu Odrodzenia Polski (10 listopada 1938)[15]
- Złoty Krzyż Zasługi (7 listopada 1928)[16]